# علی حصوری
علی حصوری (زادهٔ ۱۳۱۶) زبان‌شناس ایرانی است که در سوئد زندگی می‌کند. از جمله آثار او می‌توان به تصحیح نوروزنامه، حافظ از نگاهی دیگر و زیبائی خط فارسی اشاره کرد. او استاد مؤسسهٔ آسیائی دانشگاه شیراز و پنج سال سردبیر پژوهشنامهٔ مؤسسهٔ آسیائی بوده است.

## آثار
- گزارش گویش‌های لری. تهران: طهوری، ۱۳۴۲.
- تصحیح نوروزنامهٔ خیام، ۱۳۴۲.
- مجموع پریشانی. تهران: انتشارات جانزاده، ۱۳۶۲.
- آخرین شاه. تهران: نشر چشمه، ۱۳۷۱.
- فرش سیستان. تهران: انتشارات فرهنگان، ۱۳۷۱.
- نقش‌های قالی ترکمن و اقوام همسایه. تهران: انتشارات فرهنگان، ۱۳۷۱.
- فرش بر مینیاتور. تهران: انتشارات فرهنگان، ۱۳۷۶.
- آئین شناخت. تهران: نشر چشمه، ۱۳۸۴.
- مبانی طراحی سنتی در ایران. تهران: نشر چشمه، ۱۳۸۵.
- سیاوشان، تهران: نشر چشمه، ۱۳۸۷.
- سرنوشت یک شمن. تهران: نشر چشمه، ۱۳۸۸.
- حافظ از نگاهی دیگر. تهران: نشر چشمه، ۱۳۸۷.
- جام جهان‌نمای عباسی. در منافع شراب نوشتهٔ قاضی بن کاشف‌الدین محمد. دانشگاه اوپسالا، ۲۰۱۴.
- سفرنامهٔ حاجی مهندس. تهران: نشر چشمه، ۱۳۹۶.
- ترانه‌های آفتاب، مجموعهٔ شعر، استکهلم: نشر ارزان، ۲۰۱۹.
- زیبائی خط فارسی: تحلیل تاریخی، تهران: نشر چشمه، ۱۳۹۸.
- عرفان شناخت، تهران: نشر چشمه، ۱۴۰۰.